# 400 mètres masculin aux Jeux olympiques d'été de 2008 (athlétisme)
Navigation
Athènes 2004 Londres 2012
L'épreuve du 400 mètres masculin aux Jeux olympiques d'été de 2008 a lieu le 18, 19 et 21 août 2008 dans le Stade national de Pékin.
Les limites de quaifications étaient de 45 s 55 (limite A) et 45 s 95 (limite B).

## Records
Avant cette compétition, les records dans cette discipline étaient les suivants :
| Record du monde  | 43 s 18 | Michael Johnson | États-Unis | 26 août 1999    | Séville |
| Record olympique | 43 s 49 | Michael Johnson | États-Unis | 29 juillet 1996 | Atlanta |

## Médaillés
| Or              | Argent         | Bronze        |
| LaShawn Merritt | Jeremy Wariner | David Neville |

## Résultats

### Finale (21 août)
| Rang | Pays              | Athlète         | Temps        |
| ---- | ----------------- | --------------- | ------------ |
| 1    | États-Unis        | LaShawn Merritt | 43 s 75 (PB) |
| 2    | États-Unis        | Jeremy Wariner  | 44 s 74      |
| 3    | États-Unis        | David Neville   | 44 s 80      |
| 4    | Bahamas           | Chris Brown     | 44 s 84      |
| 5    | France            | Leslie Djhone   | 45 s 11      |
| 6    | Royaume-Uni       | Martyn Rooney   | 45 s 12      |
| 7    | Trinité-et-Tobago | Renny Quow      | 45 s 22      |
| 8    | Suède             | Johan Wissman   | 45 s 39      |

### Demi-finales (19 août)
Il y a trois demi-finales. Les deux premiers de chaque course et les deux athlètes suivants avec les meilleurs temps sont qualifiés pour la finale.
| Rang | Pays                        | Athlète              | Temps        |
| ---- | --------------------------- | -------------------- | ------------ |
| 1    | États-Unis                  | Jeremy Wariner       | 44 s 15 Q    |
| 2    | Bahamas                     | Chris Brown          | 44 s 59 Q    |
| 3    | Belgique                    | Kévin Borlée         | 44 s 88 (RN) |
| 4    | Costa Rica                  | Nery Brenes          | 44 s 94 (RN) |
| 5    | Nigeria                     | Saul Weigopwa        | 45 s 02 (SB) |
| 6    | Cuba                        | William Collazo      | 45 s 06 (PB) |
| 7    | Îles Vierges des États-Unis | Tabarie Henry        | 45 s 19 (RN) |
| 8    | Italie                      | Claudio Licciardello | 45 s 64      |

| Rang | Pays        | Athlète          | Temps          |
| ---- | ----------- | ---------------- | -------------- |
| 1    | France      | Leslie Djhone    | 44 s 79 Q (SB) |
| 2    | États-Unis  | David Neville    | 44 s 91 Q      |
| 3    | Australie   | Joel Milburn     | 45 s 06        |
| 4    | Jamaïque    | Ricardo Chambers | 45 s 09        |
| 5    | Belgique    | Jonathan Borlée  | 45 s 11 (PB)   |
| 6    | Nigeria     | James Godday     | 45 s 24        |
| 7    | Bahamas     | Andretti Bain    | 45 s 52        |
| 8    | Royaume-Uni | Andrew Steele    | 45 s 59        |

| Rang | Pays                             | Athlète               | Temps          |
| ---- | -------------------------------- | --------------------- | -------------- |
| 1    | États-Unis                       | LaShawn Merritt       | 44 s 12 Q      |
| 2    | Royaume-Uni                      | Martyn Rooney         | 44 s 60 Q (PB) |
| 3    | Suède                            | Johan Wissman         | 44 s 64 q (SB) |
| 4    | Trinité-et-Tobago                | Renny Quow            | 44 s 82 q (PB) |
| 5    | République démocratique du Congo | Gary Kikaya           | 44 s 94        |
| 6    | Bahamas                          | Michael Mathieu       | 45 s 56        |
| 7    | Australie                        | Sean Wroe             | 45 s 56        |
| 8    | Belgique                         | Cédric Van Branteghem | 45 s 81        |

### Séries (18 août)
Il y aura sept séries. Les trois premiers de chaque course ainsi que les athlètes suivants avec les trois meilleurs temps seront qualifiés pour les quarts de finale.
| Rang | Pays       | Athlète                 | Temps     |
| ---- | ---------- | ----------------------- | --------- |
| 1    | France     | Leslie Djhone           | 45 s 12 Q |
| 2    | États-Unis | David Neville           | 45 s 22 Q |
| 3    | Cuba       | William Collazo         | 45 s 37 Q |
| 4    | Belgique   | Kévin Borlée            | 45 s 43 q |
| 5    | Russie     | Denis Alekseyev         | 45 s 52   |
| 6    | Zimbabwe   | Young Talkmore Nyongani | 45 s 89   |
| 7    | Maurice    | Eric Milazar            | 46 s 06   |

| Rang | Pays                             | Athlète           | Temps        |
| ---- | -------------------------------- | ----------------- | ------------ |
| 1    | Bahamas                          | Chris Brown       | 44 s 79 Q    |
| 2    | Australie                        | Joel Milburn      | 44 s 80 Q    |
| 3    | Suède                            | Johan Wissman     | 44 s 81 Q    |
| 4    | République démocratique du Congo | Gary Kikaya       | 44 s 89 q    |
| 5    | Jamaïque                         | Sanjay Ayre       | 45 s 66      |
| 6    | République dominicaine           | Arismendy Peguero | 46 s 28      |
| 7    | Saint-Marin                      | Ivano Bucci       | 48 s 54 (SB) |
| 8    | Chine                            | Liu Xiaosheng     | 53 s 11      |

| Rang | Pays       | Athlète               | Temps        |
| ---- | ---------- | --------------------- | ------------ |
| 1    | Costa Rica | Nery Brenes           | 45 s 36 Q    |
| 2    | Nigeria    | James Godday          | 45 s 49 Q    |
| 3    | Bahamas    | Andretti Bain         | 45 s 96 Q    |
| 4    | Fidji      | Niko Verekauta        | 46 s 32 (SB) |
| 5    | Brésil     | Fernando de Almeida   | 46 s 60      |
| 6    | Zimbabwe   | Lewis Banda           | 46 s 76      |
| 7    | Kenya      | Vincent Mumo Kiilu    | 46 s 79      |
| 8    | Soudan     | Nagmeldin Ali Abubakr | 47 s 12      |

| Rang | Pays        | Athlète           | Temps          |
| ---- | ----------- | ----------------- | -------------- |
| 1    | Royaume-Uni | Martyn Rooney     | 45 s 00 Q      |
| 2    | Australie   | Sean Wroe         | 45 s 17 Q (PB) |
| 3    | Jamaïque    | Ricardo Chambers  | 45 s 22 Q      |
| 4    | Dominique   | Erison Hurtault   | 46 s 10        |
| 5    | Uruguay     | Andrés Silva      | 46 s 34        |
| 6    | Tchéquie    | Rudolf Götz       | 46 s 38        |
| 7    | Japon       | Yuzo Kanemaru     | 46 s 39        |
|      | Botswana    | California Molefe | non-partant    |

| Rang | Pays              | Athlète              | Temps     |
| ---- | ----------------- | -------------------- | --------- |
| 1    | États-Unis        | LaShawn Merritt      | 44 s 96 Q |
| 2    | Nigeria           | Saul Weigopwa        | 45 s 19 Q |
| 3    | Italie            | Claudio Licciardello | 45 s 25 Q |
| 4    | Belgique          | Jonathan Borlée      | 45 s 25 q |
| 5    | Trinité-et-Tobago | Ato Stephens         | 45 s 63   |
| 6    | Grenade           | Alleyne Francique    | 46 s 15   |
| 7    | Colombie          | Yeimer Mosquera      | 46 s 59   |
| 8    | Liberia           | Siraj Williams       | 47 s 89   |

| Rang | Pays              | Athlète           | Temps     |
| ---- | ----------------- | ----------------- | --------- |
| 1    | Royaume-Uni       | Andrew Steele     | 44 s 94 Q |
| 2    | Trinité-et-Tobago | Renny Quow        | 45 s 13 Q |
| 3    | Bahamas           | Michael Mathieu   | 45 s 17 Q |
| 4    | Jamaïque          | Michael Blackwood | 45 s 56   |
| 5    | Canada            | Tyler Christopher | 45 s 67   |
| 6    | Grenade           | Joel Phillip      | 46 s 30   |
| 7    | Porto Rico        | Félix Martínez    | 46 s 46   |
| 8    | Pologne           | Daniel Dabrowski  | 47 s 83   |

| Rang | Pays                        | Athlète                  | Temps          |
| ---- | --------------------------- | ------------------------ | -------------- |
| 1    | États-Unis                  | Jeremy Wariner           | 45 s 23 Q      |
| 2    | Îles Vierges des États-Unis | Tabarie Henry            | 45 s 36 Q (RN) |
| 3    | Belgique                    | Cédric Van Branteghem    | 45 s 54 Q      |
| 4    | Irlande                     | David Gillick            | 45 s 83        |
| 5    | Russie                      | Maksim Dyldin            | 46 s 03        |
| 6    | Ukraine                     | Myhaylo Knysh            | 46 s 28        |
| 7    | Bénin                       | Mathieu Gnanligo         | 47 s 10        |
| 8    | Sao Tomé-et-Principe        | Naiel Santiago d'Almeida | 49 s 08        |